# Swimming
Swimming (oder Swimming Hole) ist ein Ölgemälde von Thomas Eakins aus dem Jahr 1885. Abgebildet sind Eakins, einige seiner Studenten und sein schwimmender Hund. Von Teilen der US-amerikanischen Homosexuellenbewegung wird das Gemälde als Beleg für Eakins’ angenommene Homosexualität gewertet. Das Amon Carter Museum in Fort Worth erwarb es im Jahre 1990 für 10 Millionen US-Dollar.
Swimming gilt als eines der großen Meisterwerke amerikanischer Kunst. Lloyd Goodrich, der erste und wichtigste Eakins-Biograph, schrieb über das Bild, es sei Eakins’ beste Behandlung der Nacktheit und seine am feinsten konstruierte Freiluftszene.

## Beschreibung
Das 92,4 × 69,5 Zentimeter große Ölgemälde zeigt sechs Männer an und in einem Gewässer, die nackt baden und sich sonnen. Das einzige sichtbare Artefakt ist die Steinplattform, die offenkundig menschengemacht ist, aber dennoch keinem erkennbaren Zweck dient. Nicht vorhanden sind hingegen zum Beispiel ein Badehaus oder abgelegte Kleidung. Der Schwimmer rechts im Vordergrund ist Thomas Eakins. Sein Hund Harry, ein Setter, schwimmt in der Nähe der Plattform. Die anderen abgebildeten Personen sind namentlich bekannte Studenten und Bekannte von Eakins.
Verschiedene Autoren haben in der letzten Zeit darauf hingewiesen, dass Eakins die Gruppe so arrangiert hat, dass ihre Mitglieder durch ihre Position mit einem „immateriellen Feigenblatt“ ausgestattet sind.
Von links nach rechts zeigen die Figuren eine Veränderung von ruhend zu sitzend zu stehend zu in das Wasser springend. Für die Figur des Springenden gibt es kein Vorbild in der Kunstgeschichte. Die meisten der Dargestellten richten ihre Aufmerksamkeit auf den Hund.
Marc Simpson, einer der Autoren des Buchs Thomas Eakins and the Swimming Picture, merkt an, dass Eakins sich in dem Bild über Naturgesetze hinwegsetzt und das Licht mal direkt und mal diffus einfallen lässt. Als Student in Paris hatte Eakins geschrieben: „In a big picture you can see what o’clock it is afternoon or morning if it is hot or cold winter or summer & what kind of people are there & what they are doing & why they are doing it.“ („Auf einem großen Bild kann man erkennen, wie spät es ist, Nachmittag oder Morgen, ob es heiß oder kalt ist, Winter oder Sommer, und was für Leute darauf zu sehen sind und was sie tun und warum sie es tun.“) Swimming zeigt, dass sich Eakins’ Ansichten hierzu 1885 geändert hatten. Dennoch schreibt The Arts 1921:

“I think you will feel that the dramatis personæ of the swimming pool are real men and boys. Despite their nudity we recognize them as belonging to the early seventies. There is something about the way they wear their hair which gives the date. The man half lying on the dock is unmistakably an American. It is an invaluable statement of historical fact. So men looked and so men acted in these our United States during the lifetime of Thomas Eakins.”

„Ich glaube, Sie werden empfinden, dass die dramatis personæ des Schwimmplatzes echte Männer und Jungen sind. Trotz ihrer Nacktheit erkennen wir, dass sie den frühen siebziger Jahren angehören. Da ist etwas an der Art, wie sie ihr Haar tragen, das den Zeitraum anzeigt. Der halb liegende Mann ist zweifelsohne ein Amerikaner. Das ist ein unschätzbar wertvolles historisches Zeugnis. So sahen Männer aus und so verhielten sie sich in diesen unseren Vereinigten Staaten während der Lebenszeit von Thomas Eakins.“

## Entstehung
Thomas Eakins war 1884 als Professor der Pennsylvania Academy of the Fine Arts ein anerkannter Lehrer im amerikanischen Kunstbetrieb. Nicht so gefestigt war sein Ruf als Künstler. Edward Hornor Coates, der neue Chairman der Akademie, schlug zu diesem Zeitpunkt vor, dass Eakins in Coates’ Auftrag ein Gemälde anfertigen sollte. Coates erteilte ihm 1885 für ein Honorar von 800 US-Dollar den Auftrag, der bis dahin höchste Preis für ein Gemälde von Eakins. Der Auftrag sollte Coates’ Vertrauen in Eakins demonstrieren.

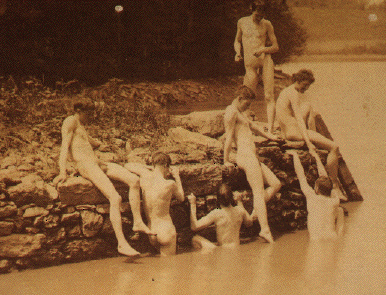
Fotografie von Eakins’ Studenten, etwa 1883

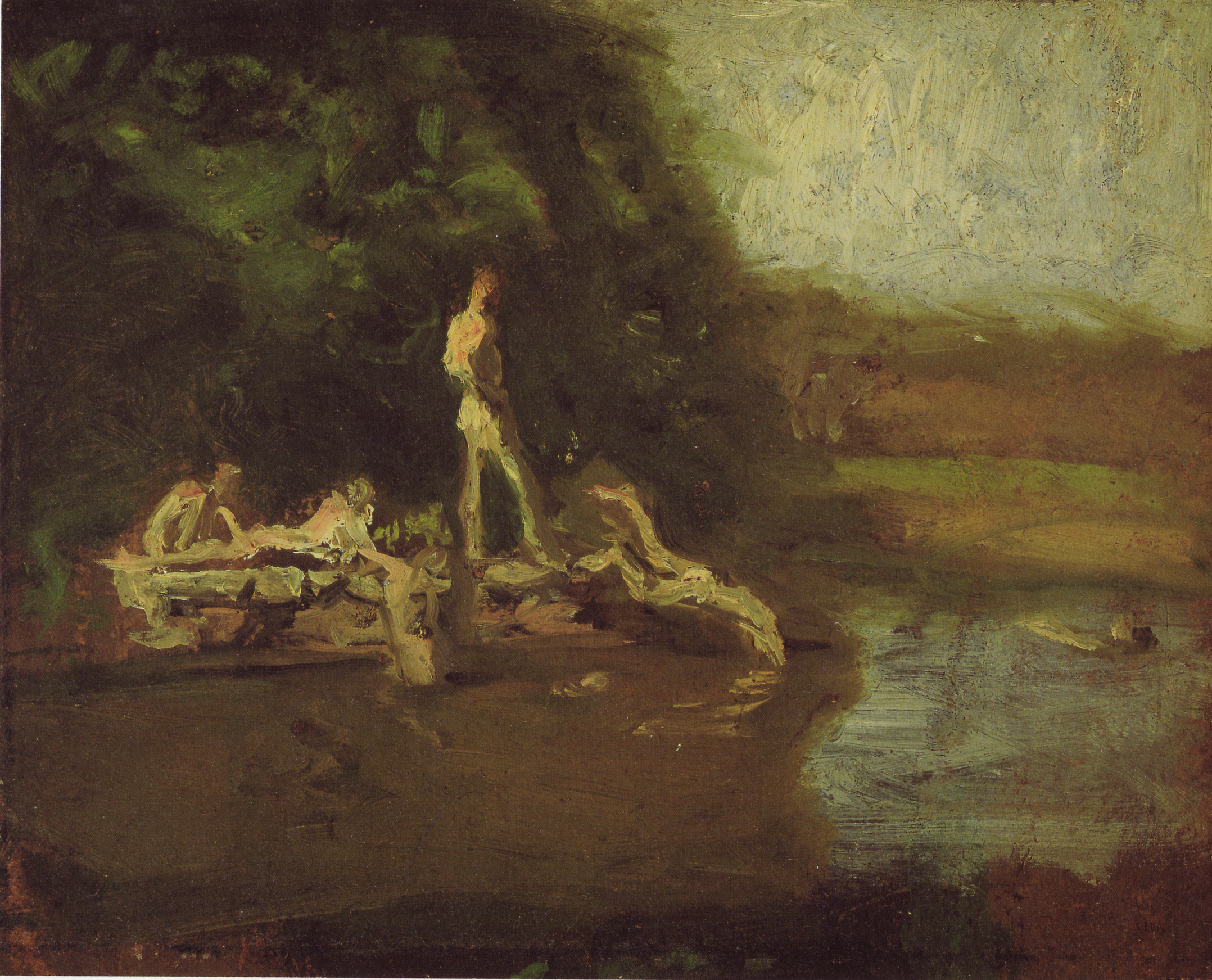
Öl-Studie, 1884

Ob und welchen Einfluss Coates auf die Auswahl des Motivs genommen hat, ist unbekannt. Eakins eigene Ausbildung wie auch seine Ausrichtung als Lehrer legten größten Wert auf den menschlichen Körper und so kam für das Coates-Bild nur ein Porträt in Frage. Insbesondere konnte Eakins sein Können mit einem Akt demonstrieren. Er stand dabei vor dem Problem, ein Thema für sein Bild zu finden, bei dem das Publikum die Nacktheit der Dargestellten akzeptieren würde.
In den Jahren vor 1885 hatte Eakins eine Reihe von Fotostudien angefertigt, die schließlich zu den Arcadia-Bildern und Reliefs führen sollten. Diese Studien beeinflussten auch Swimming, das Anklänge an das Motiv des goldenen Zeitalters aufweist.

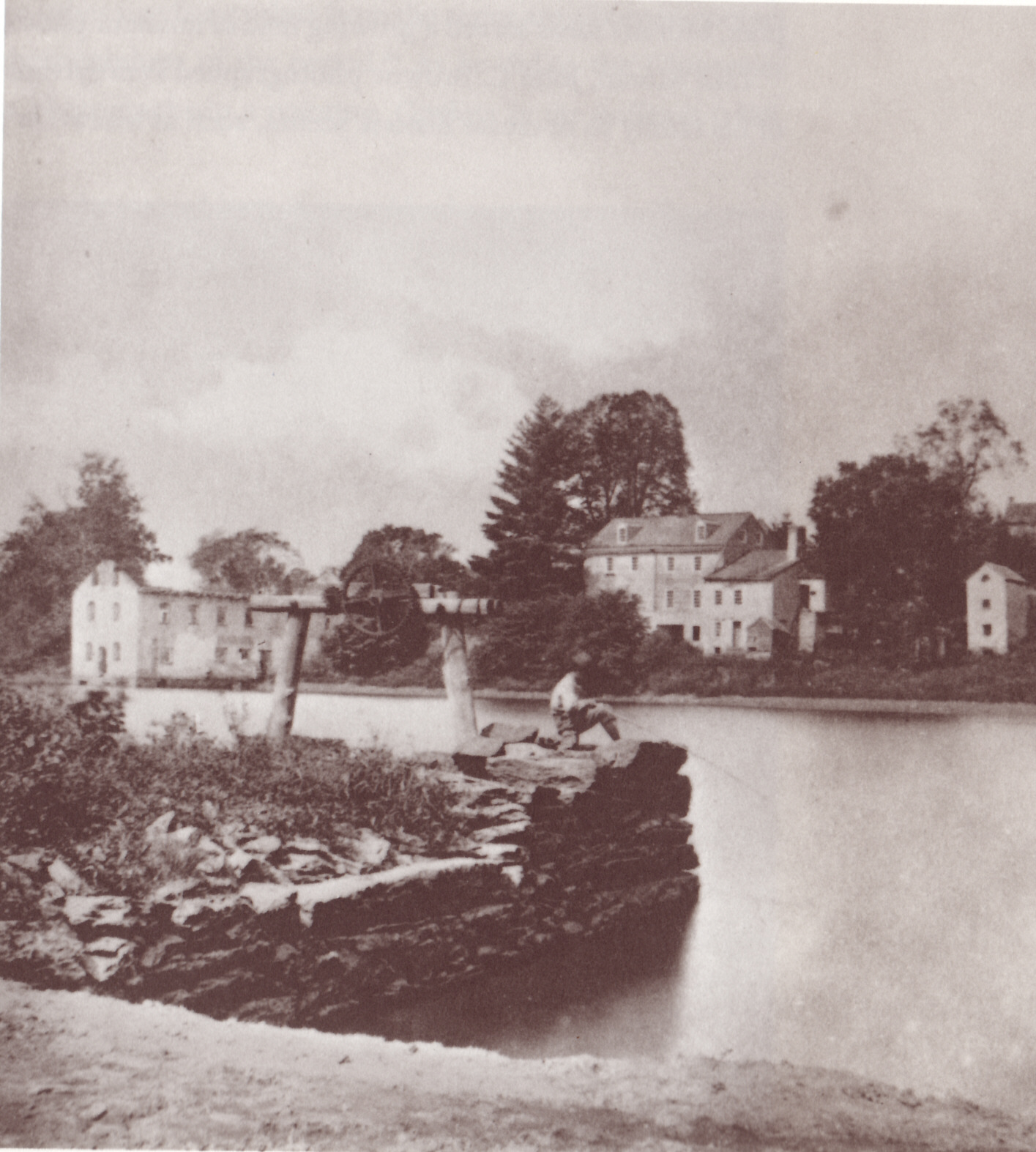
Mill Creek, 1878, fotografiert von John C. Browne

Nachdem Eakins sich ein mentales Bild des auszuführenden Werkes gemacht hatte, folgte eine Ölskizze, die noch vor dem 31. Juli 1884 nahe Bryn Mawr an der Stelle entstand, die heute als Dove Lake am Mill Creek bestimmt ist. Kurz darauf ging Eakins mit seinen Modellen, einigen seiner Studenten, an den Schwimmplatz und fertigte eine weitere Ölstudie an. Falls überhaupt Bleistiftzeichnungen existiert haben, so sind sie nicht erhalten. Bereits in dieser Ölskizze sind alle wichtigen Elemente des fertigen Gemäldes enthalten, dennoch sind die Unterschiede zum fertigen Werk für Eakins ungewöhnlich groß.
Daraufhin entstanden vielleicht am selben Tag weitere Ölskizzen, die sich jeweils mit einzelnen Elementen des Bildes befassten. Auch erhaltene Fotostudien können bei dieser Gelegenheit entstanden sein. Während in Eakins’ früheren Werken die Landschaft perspektivisch exakt konstruiert war und genau der Realität folgte, ist dies bei Swimming nicht mehr der Fall.
Bei der Restaurierung des Gemäldes 1993 wurden wenige Hilfslinien gefunden, anhand derer Eakins die Personen positioniert hat. Für die Figur des Springenden hatte er jedoch ein Modell angefertigt und studiert, das 1938 verloren gegangen ist. Besonderen Wert legte Eakins auch auf die Reflexionen im Wasser. Er selbst sagte zu diesem Thema: „There is so much beauty in the reflections, that it is generally worthwhile to try to get them right.“
Fertiggestellt war das Gemälde im Oktober 1885, als es in der Ausstellung der Pennsylvania Academy of the Fine Arts gezeigt wurde.

## Einordnung in das Gesamtwerk

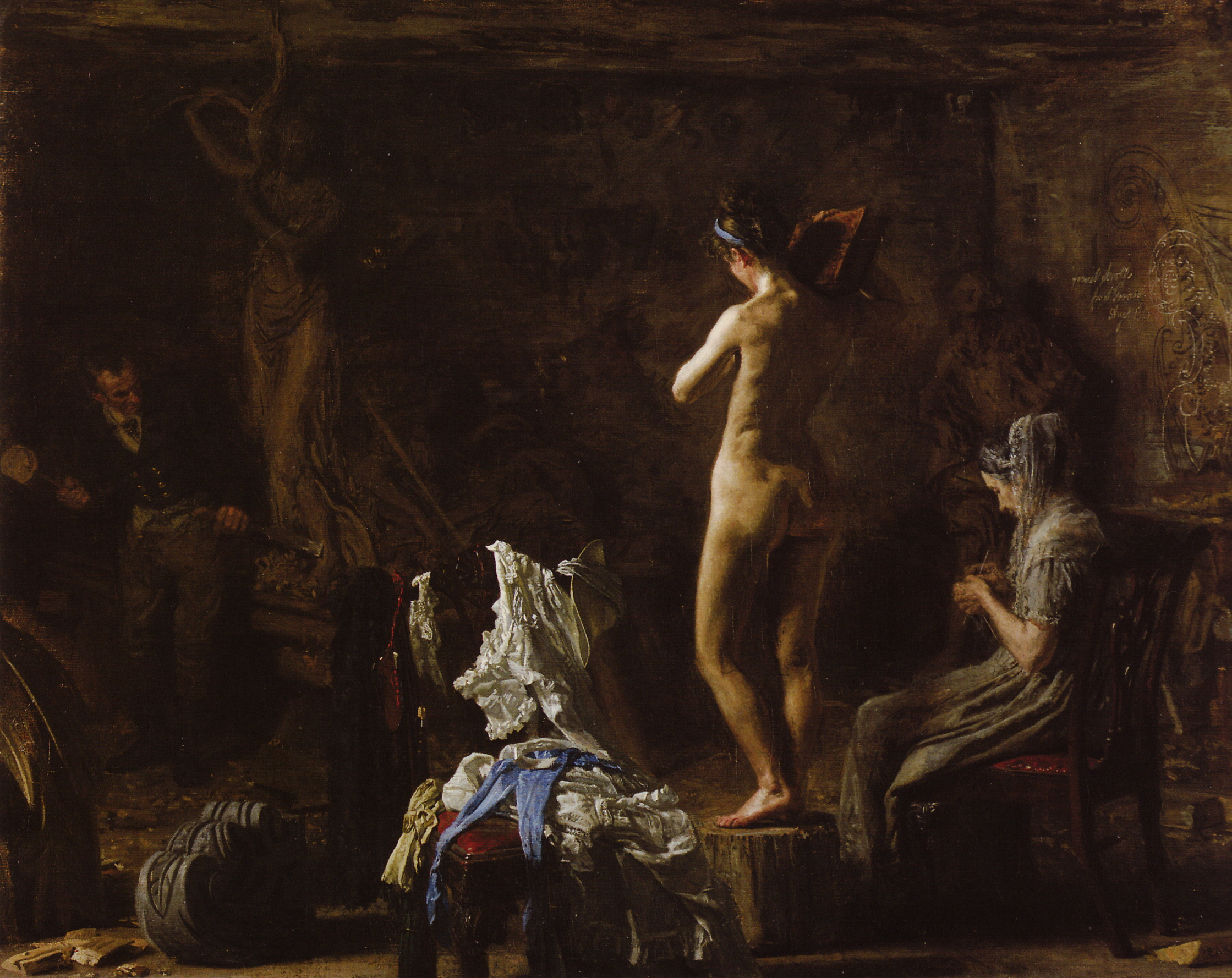
William Rush Carving his Allegorical Figur of Schuylkill River, 1877

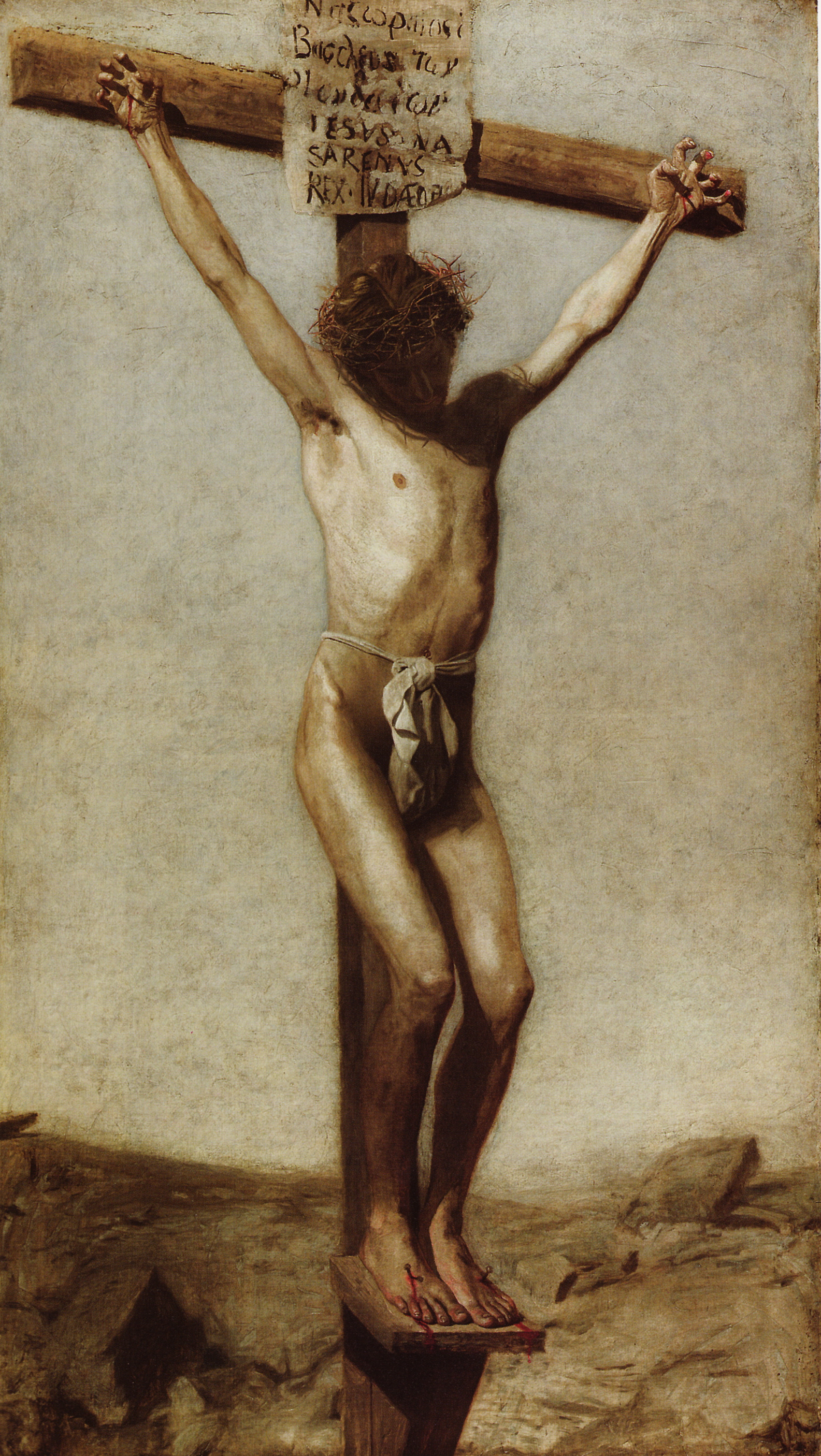
The Cruxifixion, 1880

Eakins ist bekannt für seine Kenntnis der Anatomie und sein Können in der Darstellung des nackten Körpers. Dem steht eine äußerst geringe Anzahl von Akten in Eakins’ Werken gegenüber. Vor Swimming entstanden die Sportler-Bilder, die zwar leicht, aber doch bekleidete Modelle zeigen, die Arkadia-Werke wie beispielsweise Arcadia, das Porträt von William Rush mit einem Aktmodell, eine Kreuzigungsszene und Die Klinik Gross. Lange nach Swimming entstanden weitere Darstellungen von William Rush mit seinem Modell und ein weiteres Klinik-Bild.
In der Zeit vor der Entstehung von Swimming beschäftigte sich Eakins teilweise zusammen mit Eadweard Muybridge, teilweise in Konkurrenz zu diesem, mit der Darstellung von Bewegung in Fotoserien. Ein Ergebnis dieser Arbeiten war das Gemälde A May Morning in the Park (auch The Fairman Rogers Four-in-Hand), das im Auftrag von Coates’ Vorgänger Rogers entstand und Kutschpferde in Bewegung zeigt. Mit der Figur des Springenden findet sich auch in Swimming die Darstellung von Bewegung, allerdings zum letzten Mal in Eakins’ Werk.
Wie praktisch alle Werke von Eakins ist auch Swimming ein Porträt. Die einzelnen dargestellten Personen können namentlich benannt werden.

## Rezeption

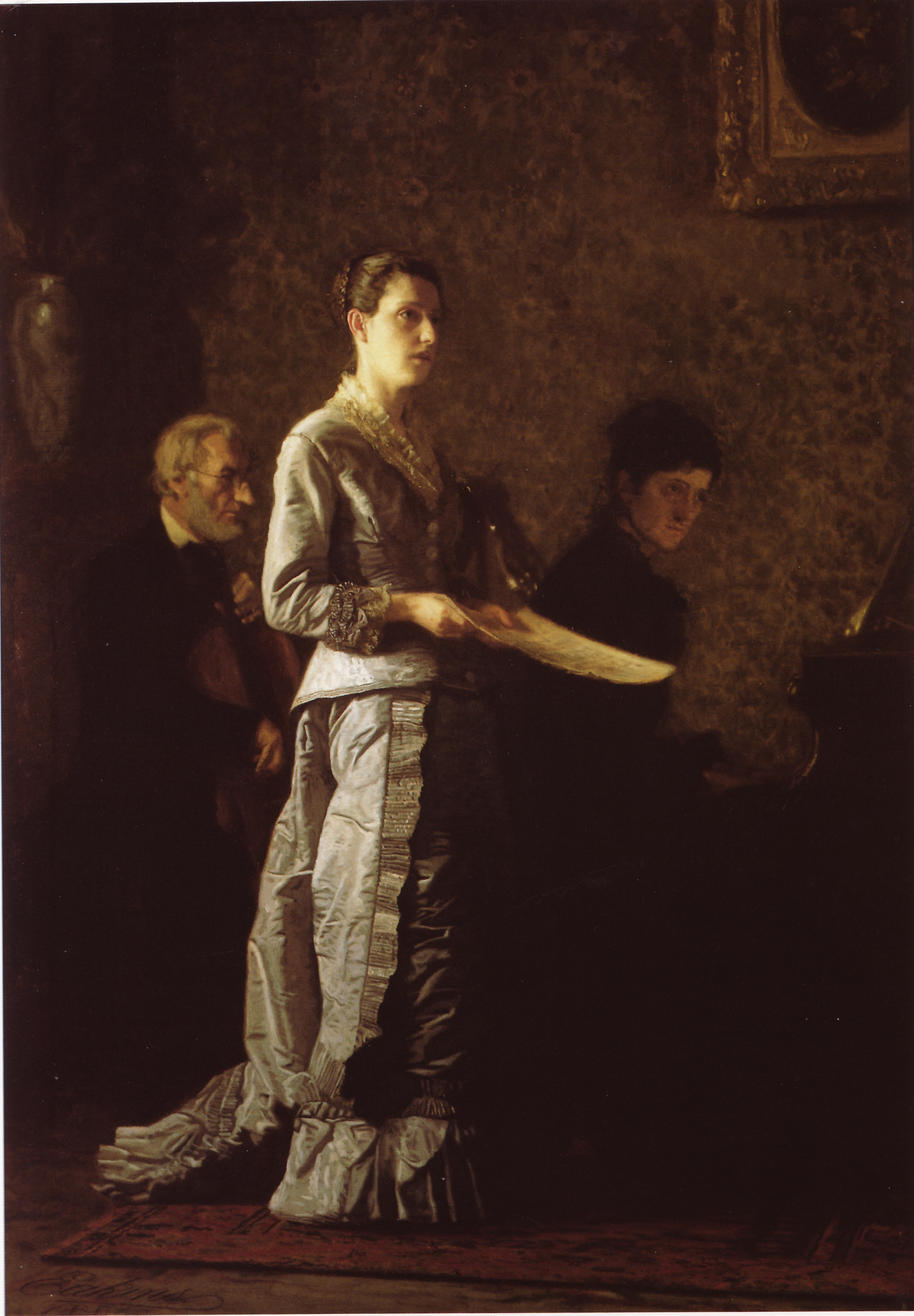
The Pathetic Song, 1881

Das Bild wurde erstmals im Oktober 1885 in der jährlichen Ausstellung der Pennsylvania Academy of the Fine Arts gezeigt. Die Kritiken zu Swimming waren eher ablehnend. Noch während der Ausstellung gab Coates das Gemälde an Eakins zurück und erhielt im Austausch The Pathetic Song.
Im Jahr 1917 hingegen war das Gemälde Mittelpunkt der Retrospektive zu Eakins’ Tod. 1921 erschien in The Arts der oben zitierte Kommentar. Seither sind zahlreiche positive Rezensionen des Gemäldes erschienen, das heute als eines der Meisterwerke der amerikanischen Malerei gilt. Im Jahr 1974 brachte erstmals Gordon Hendricks die Frage nach der Sexualität in diesem Gemälde und den zugehörigen Fotografien auf. Er schreibt: „Some have considered such photographs as evidence that Eakins, if not homosexual or bisexual, was at least homoerotic.“ („Manche haben solche Fotografien als Beweise betrachtet, dass Eakins, wenn nicht homosexuell oder bisexuell, doch zumindest homoerotisch war.“) Allerdings verwirft er den Gedanken sogleich wieder: „But the artist would undoubtedly have done the same thing with his women students if such a thing had been possible.“ („Aber der Künstler hätte zweifellos dasselbe mit seinen weiblichen Studenten getan, wenn so etwas möglich gewesen wäre.“) Seitdem halten die Spekulationen über Eakins’ Homosexualität an.

## Identität der Porträtierten

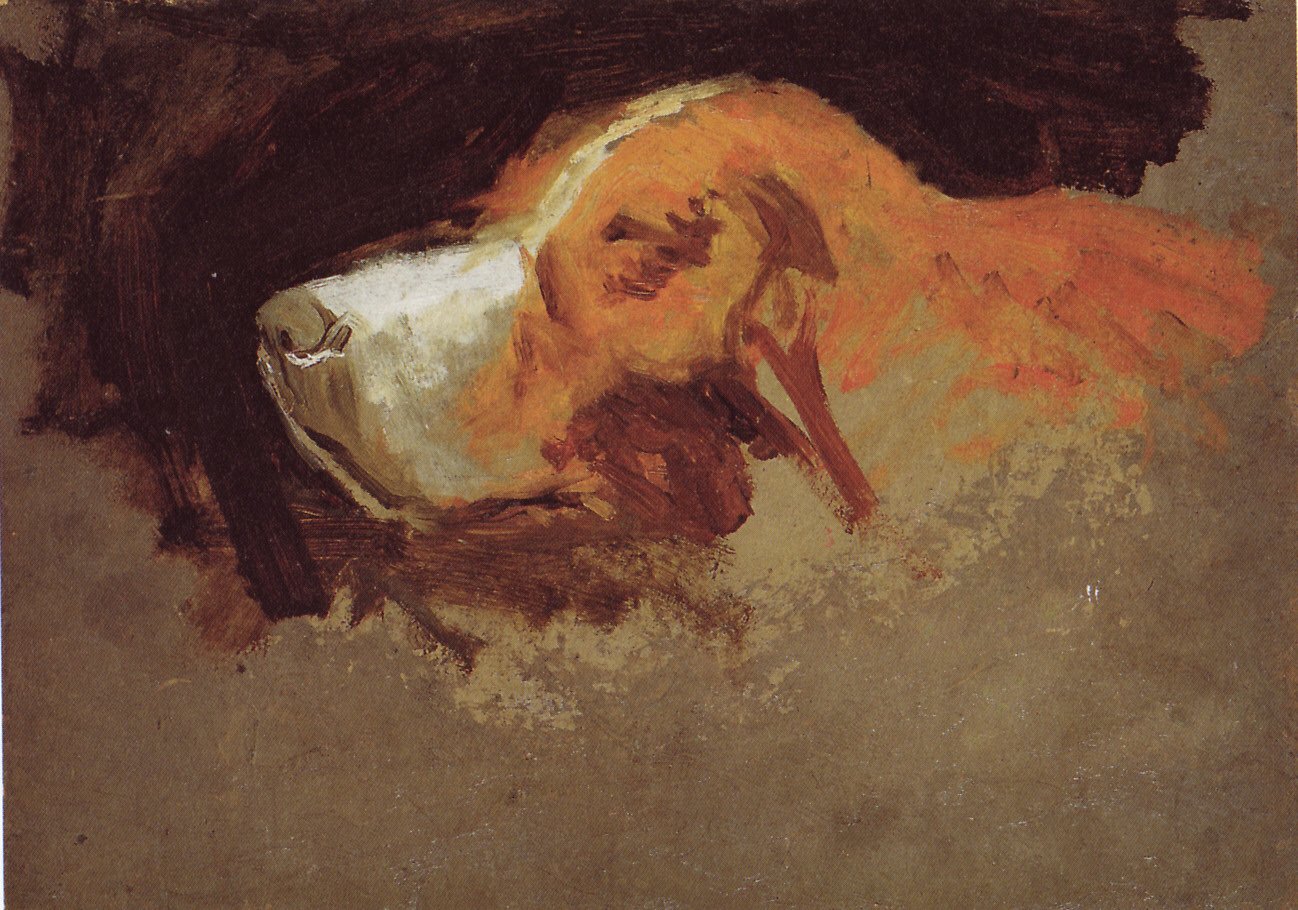
Studie von Harry, 1884

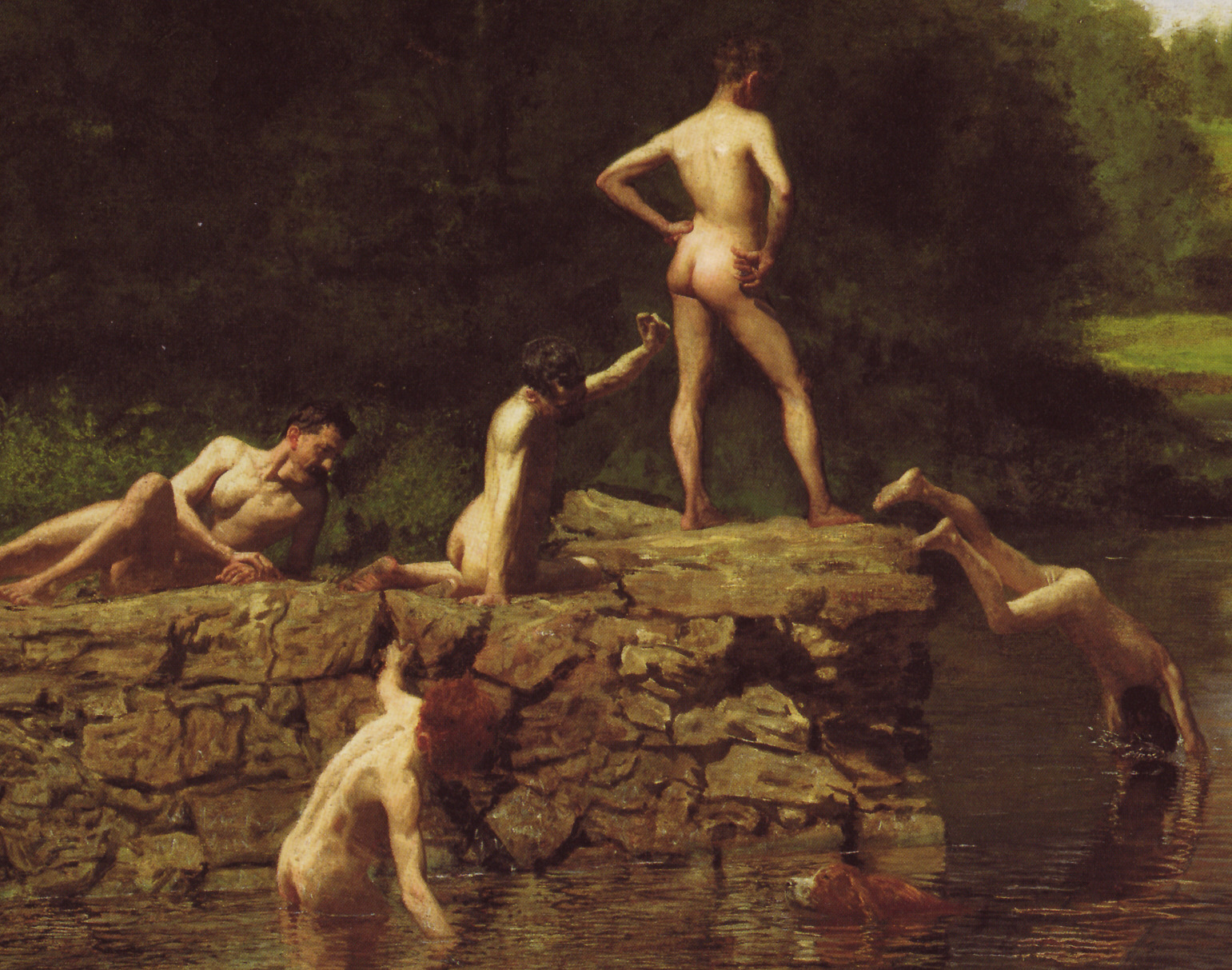
Ausschnitt aus Swimming

Der Schwimmer rechts unten im Bild ist Thomas Eakins selbst. Der ebenfalls schwimmende Hund ist sein Setter Harry.
Der Liegende auf der linken Seite des Bildes ist Talcott Williams (* 1849 in Abeih im heutigen Libanon; † 1928). Er kam im Alter von 16 Jahren in die USA, wo er 1873 am Amherst College graduierte. Im Folgenden arbeitete er für Zeitungen in New York und San Francisco. Ab 1881 schrieb er für über 30 Jahre in Philadelphia für die Press und wurde ihr managing editor und associate editor. Er zeichnete sich als Philadelphias führender Kritiker aus und begleitete zahlreiche Künstler bei ihren ersten Schritten. Seine Interessen betrafen auch das neue Museum der Universität von Pennsylvania und ihre Archäologie-Abteilung. Williams sammelte Geld für beide und nahm an einer Expedition teil. Im Jahr 1912 wurde er der erste Direktor der Journalismus-Schule an der Columbia-Universität, die von Joseph Pulitzer eingerichtet wurde. Neben Frank Moore Colby war er ein Herausgeber der New International Encyclopedia und 1913 Präsident der American Conference of Teachers of Journalism. Zu seinen Freunden zählten der Shakespeare-Experte Horace Howard Furness, der Autor S. Weir Mitchell, ein Freund von Eakins, der Chirurg D. Hayes Agnew, den Eakins in die Klinik Agnew porträtierte, und William Pepper, ein Unterstützer von Muybridges Serienfotografien. Wie Coates und Walt Whitman war Williams Mitglied des Contemporary Club.
Der im Wasser Stehende ist Benjamin Fox (* um 1865; † um 1900). Über ihn ist wenig bekannt. Er taucht nur dieses eine Mal in einem Gemälde oder einer Fotografie von Eakins auf. Er studierte von 1883 bis 1884 und 1888 an der Pennsylvania Academy of the Fine Arts und stellte dort 1888 ein Gemälde namens Sympathy aus, für das er den prestigeträchtigen Charles Toppan Prize erhielt. Im Jahr 1889 unterhielt er ein Atelier in Philadelphia, aber sein Erfolg war kurzlebig. Heute sind keine seiner Werke erhalten. Fox wurde 1892 für einige Zeit im Krankenhaus von Philadelphia wegen akuter Manie behandelt. Nach 1897 verliert sich seine Spur.
Der Sitzende ist John Laurie Wallace (* 1864 in Garvagh in Irland; † 30. Juni 1953 in Omaha). Er studierte von 1879 bis 1882 an der Pennsylvania Academy of the Fine Arts. Wallace war eines von Eakins’ Fotomodellen und Fotograf. Auf Empfehlung von Eakins malte er Rinderbarone und ihre Familien in Texas und Neu-Mexiko. Ab 1885 unterrichtete er in Chicago Kunst und wurde mit Unterstützung von Eakins Präsident der Chicago Society of Artists. Im Jahr 1891 ging Wallace nach Omaha und wurde Direktor der neu eingerichteten Western Art Association und einer der Gründer der Omaha Art Guild. Er stellte in einer Reihe Einzelausstellungen aus und erwarb sich einen Ruf als Porträtmaler. Wallace fertigte auch ein nicht datiertes Gemälde mit dem Titel Swimming Hole an.
Der Stehende ist Jesse Godley (* 1862 in Philadelphia; † 30. Januar 1889). Er war ein direkter Nachfahre von John Hart, einem der Unterzeichner der Unabhängigkeitserklärung. Er studierte von 1883 bis 1884 und 1886 an der Pennsylvania Academy of the Fine Arts. 1887 wurde er zunächst Assistent in einer Dekorationsfirma und später einer der Partner, die daraufhin als Stephens, Cooper, and Godley firmierte. Er heiratete eine der Studentinnen von Eakins und das Paar hatte einen Sohn. Godley starb an Typhus.
Der Springende ist George Reynolds (* um 1839 in Irland; † 1889). Er trat 1861 der Armee bei und erlebte dort ein wechselhaftes Schicksal: 1863 wurde er vom Kriegsgericht verurteilt und degradiert, 1864 jedoch mit der Medal of Honor des Kongresses für die Eroberung der Flagge von Virginia in der Schlacht von Winchester ausgezeichnet. Nach seiner Armeezeit begann er sich in New York als Künstler zu profilieren, über seine Ausbildung ist jedoch nichts bekannt. 1881 und 1883 stellte er in der Pennsylvania Academy of the Fine Arts aus. 1882 starb seine Frau. Daraufhin studierte er bis 1886 an der Academy und wurde ein loyaler Freund von Eakins. Sowohl zu seinen Lebzeiten als auch posthum erschienen Werke von Reynolds in gedruckten Publikationen.

## Provenienz
Vom 29. Oktober 1885 bis zum 10. Dezember 1885 wurde Swimming (unter diesem Titel) in der Pennsylvania Academy of the Fine Arts als Eigentum von Edward H. Coates gezeigt. Noch während der Ausstellung ging es wieder in das Eigentum von Eakins über. Im Jahr 1886 wurde das Gemälde als The Swimmers in Louisville in Kentucky ausgestellt und zu einem Preis von 800 Dollar angeboten. 1887 wurde es wieder als Swimming in Chicago ausgestellt. Anschließend verblieb das Bild für 30 Jahre im Haushalt von Eakins, ohne ausgestellt zu werden. Das Gemälde stand 1917, nach dem Tod von Eakins, im Mittelpunkt der Eakins-Retrospektive in New York und wurde The Swimming Hole benannt. Im selben Jahr folgte die Ausstellung in Philadelphia. Vier Jahre später wurde The Old Swimming Hole erneut in New York ausgestellt. Im Jahr 1923 war es nochmal in New York und in Minneapolis zu sehen.
Die Friends of Art brachten 1925 in Fort Worth 700 Dollar auf und erwarben von Eakins’ Witwe Susan das Gemälde für die Fort Worth Art Association. Viele Jahre wurde das Gemälde in der öffentlichen Bibliothek von Fort Worth gezeigt. Schließlich fand das Museum ein eigenes Gebäude und entwickelte sich dann zum Modern Art Museum of Fort Worth. Auch nach dem Kauf 1925 wurde das Gemälde immer wieder für Ausstellungen ausgeliehen: So 1930 in New York und Philadelphia, 1935 erneut in New York, 1938 in Paris und in den Jahren seither in zahlreichen weiteren Städten, so auch 1953 in mehreren deutschen Städten. Im Jahr 1961 wurde das Amon Carter Museum eröffnet und 1988 vereinbarten beide Museen gegenseitige Leihgaben. So kam auch Eakins’ Werk in das Amon Carter Museum.
Das Modern Art Museum beschloss 1990, das Gemälde bei Sotheby’s zu versteigern. Erwartet wurde ein Preis von 10 bis 15 Millionen US-Dollar. Nach Protesten der lokalen Bevölkerung wurde das Bild jedoch von der Versteigerung zurückgezogen und für 10 Millionen Dollar an das Amon Carter Museum verkauft. Der Kaufpreis wurde von verschiedenen Stiftungen sowie von 5000 Einzelpersonen erbracht. Auch der Verkauf von T-Shirts mit dem Swimming-Motiv trug dazu bei.